# Tiandu (köpinghuvudort i Kina, Shaanxi, lat 34,49, long 107,96)
Tiandu är en köpinghuvudort i Kina. Den ligger i provinsen Shaanxi, i den nordvästra delen av landet, omkring 90 kilometer väster om provinshuvudstaden Xi'an. Antalet invånare är 20 948. Befolkningen består av 10 055 kvinnor och 10 893 män. Barn under 15 år utgör 14,0 %, vuxna 15-64 år 75 %, och äldre över 65 år 9,0 %.
Runt Tiandu är det tätbefolkat, med 881 invånare per kvadratkilometer. Närmaste större samhälle är Fufeng, 16,7 km sydväst om Tiandu. Trakten runt Tiandu består till största delen av jordbruksmark.
Genomsnittlig årsnederbörd är 668 millimeter. Den regnigaste månaden är september, med i genomsnitt 143 mm nederbörd, och den torraste är december, med 1 mm nederbörd.